# Felhő

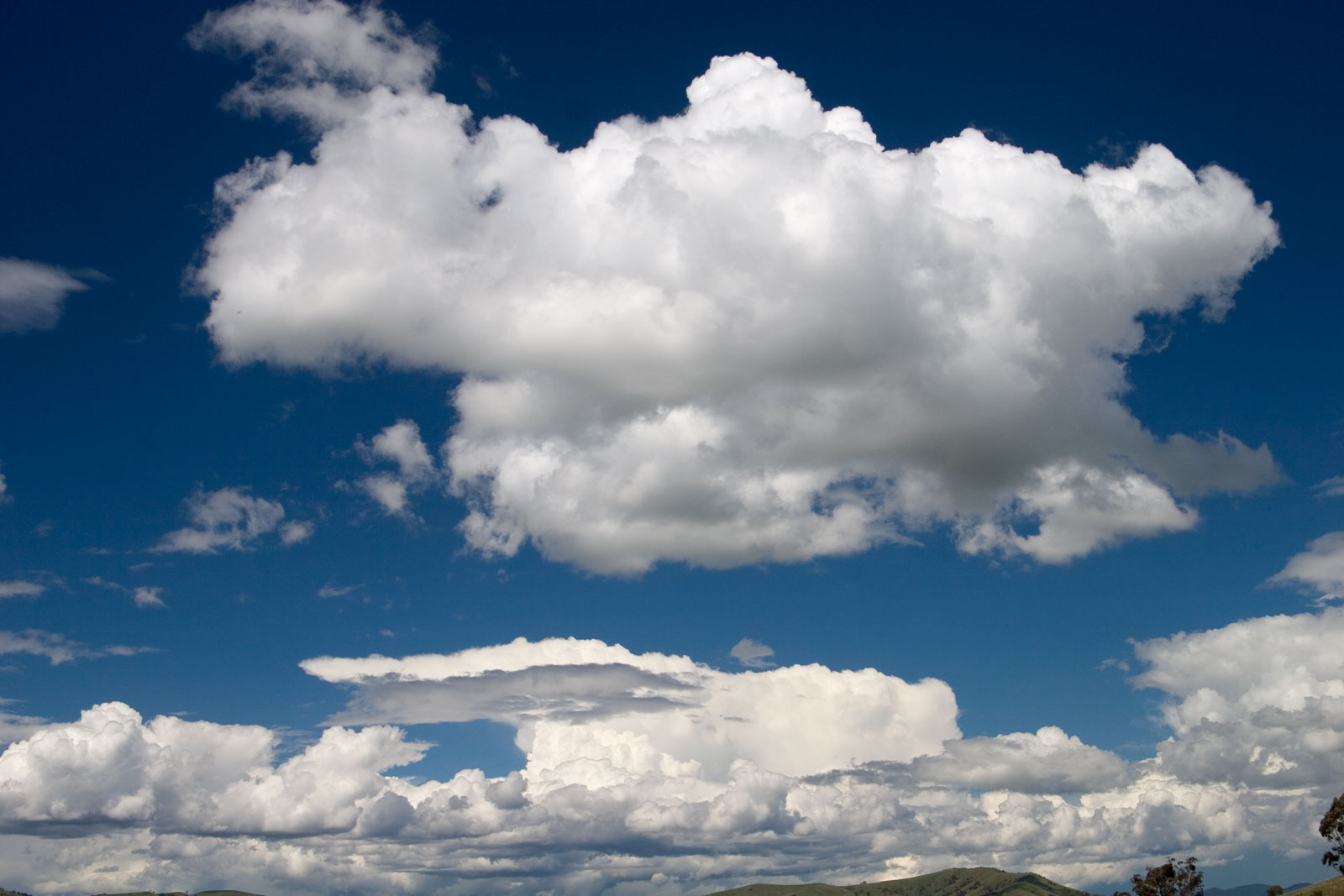
Cumulus felhő

Felhők alatt azokat a diszperz rendszereket értjük, amelyek a fény útjában jól látható akadályt képeznek akkor, ha a vízcseppek  vagy jégkristályok elegendő koncentrációban vannak jelen a légkörben. Amennyiben a levegő hőmérséklete eléri a harmatpontot, megindul a levegőben lévő vízgőz kicsapódása (kondenzáció). Ehhez feláramlás, vízgőz, füst, kondenzációs, illetve jégképző magvak szükségesek.

## Képződése

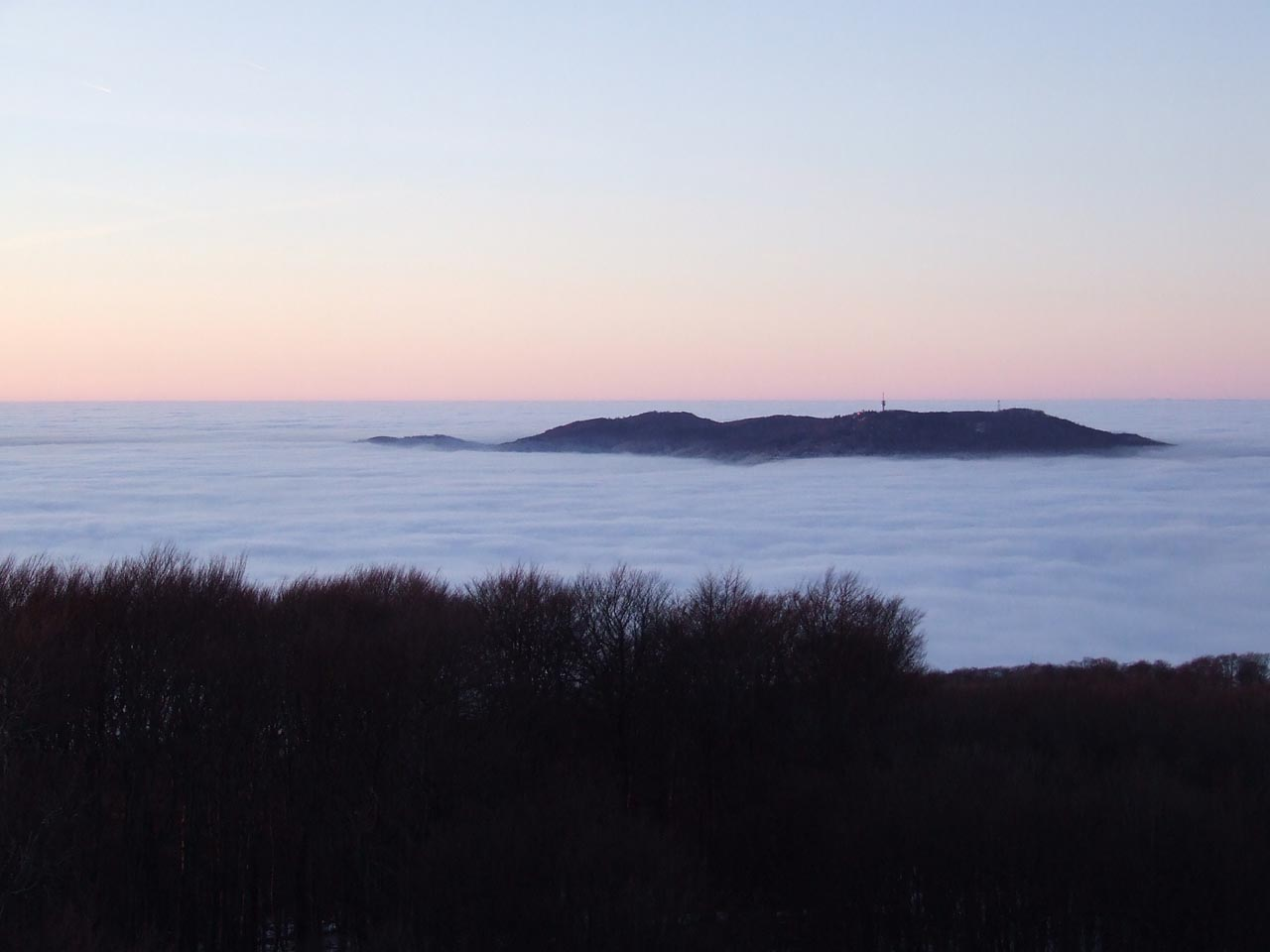
Galyatető a felhőtenger fölött, a Kékesről fényképezve

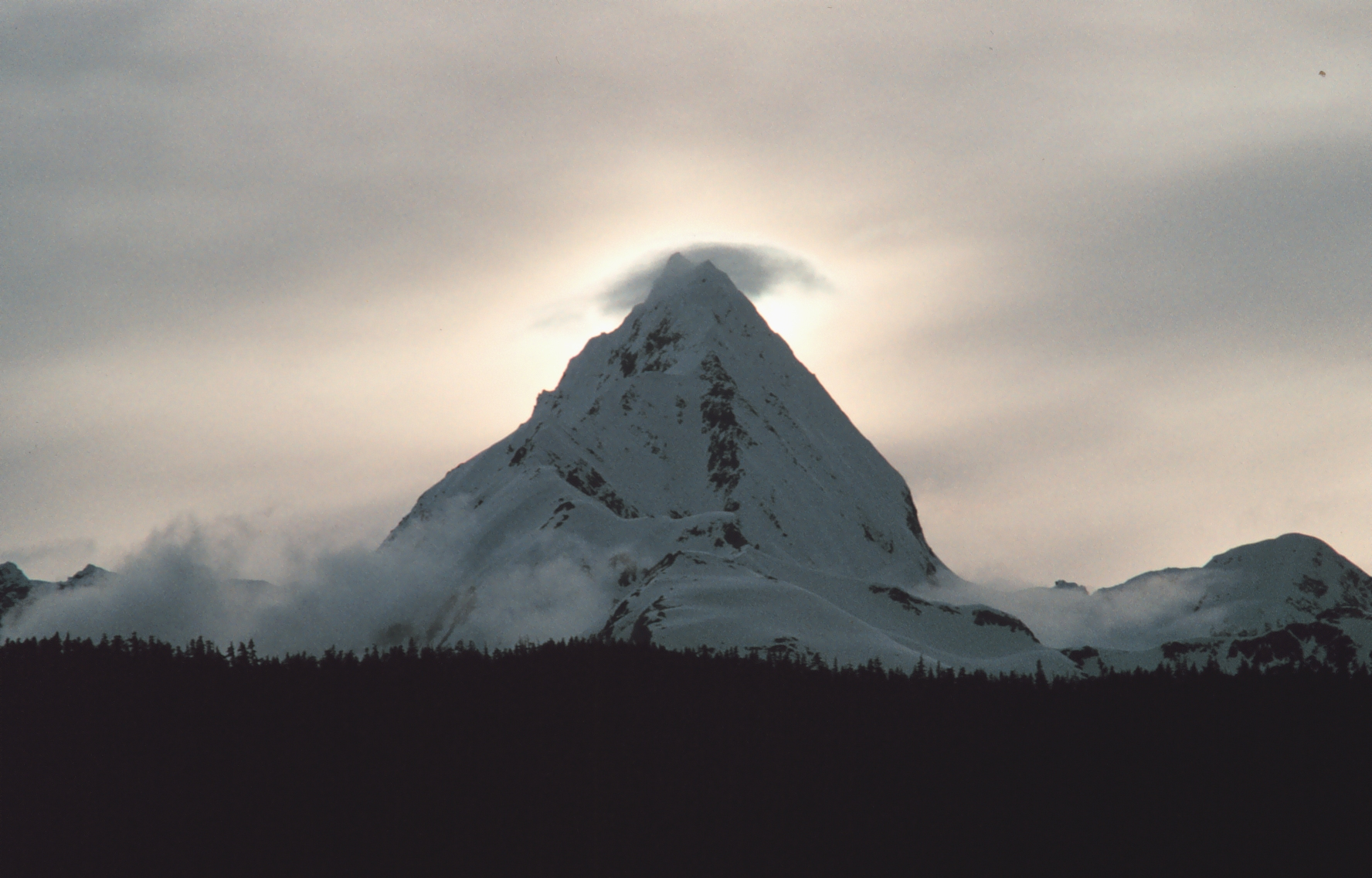
Orografikus felhő képződése hegycsúcs fölött

A felhő a levegőbe felszálló vízpárából kialakult, a légkörben lebegő apró vízcseppek és/vagy jégkristályok halmaza, amelyből csapadék, eső, vagy jégeső keletkezhet. A talaj közelében lévő formája a köd.
A feláramlásnak négy oka lehet:
1. a talaj felmelegedése,
2. orográfiai (amikor a vízszintes légáramlást a domborzat emelkedésre kényszeríti),
3. a felszíni légtömegek összeáramlása (konvergencia),
4. időjárási frontok

A felhőelemek esési sebessége a felhőben:
{\displaystyle v={\frac {2g}{9\eta }}\left(\rho _{g}-\rho \right)r^{2}}
ahol
{\displaystyle v:} esési sebesség
{\displaystyle g:} földi nehézségi gyorsulás
{\displaystyle \eta :} viszkozitás
{\displaystyle \rho _{g}:} a cseppek sűrűsége
{\displaystyle \rho :} a levegő sűrűsége
{\displaystyle r:} a cseppek sugara
Mivel az {\displaystyle r} nagyon kicsiny, a {\displaystyle v} esési sebesség is kicsi lesz. Még a nagyobb sugarú cseppek esetén is az a helyzet, hogy a felhőben jelen lévő feláramlás miatt csak akkor hullanak ki, ha csapadékelemmé tudnak növekedni.

## Osztályozása

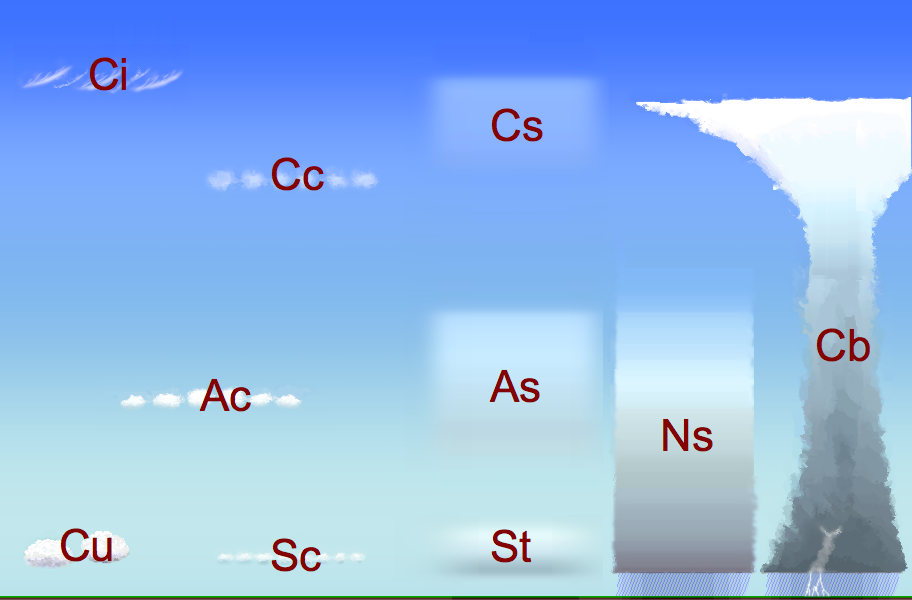
Felhők osztályozása magasságuk és kiterjedésük alapján.

A felhőfajták osztályozását legelőször Jean-Baptiste Lamarck francia természettudós publikálta 1802-ben a Meteorológiai Évkönyvben. Osztályozásában 5 alaptípust különböztetett meg, majd ezt 12-re bővítette. Még ebben az évben egy angol műkedvelő meteorológus, aki a felhőfajták nevét is kigondolta, 7 alaptípus szerint osztályozott. Münchenben az 1891-es nemzetközi meteorológiai konferencián létrehoztak egy bizottságot, melynek feladata egy felhőatlasz elkészítése volt. Az első atlaszt 1896-ban adták ki.
Jelenleg a meteorológia 10 fő felhőtípust, felhőfajt különböztet meg, aszerint, hogy milyen magas a felhő alapja, vertikális kiterjedése és alakja. Ezen kívül sok speciális felhőt ismerünk (például: kondenzcsíkok, éjszakai világító felhők). A felhők tipizálásánál tehát vizsgálják a felhők méretét, alakját, szerkezetét, textúráját, fényhatását, színét, a felhőalap magasságát.

### Forma szerinti megkülönböztetésük
Forma szerint 14 felhőtípust ismerünk.

### Anyaguk szerinti osztályozás
Anyaguk szerint megkülönböztetünk:
- vízfelhőket,
- jégfelhőket,
- vegyes halmazállapotú felhőket

A vízfelhők sűrűek és sötétek, jellemző sajátosságuk a bennük lévő vízcseppek nagysága és az adott térfogatban lévő száma. A cseppek sugara 0,005-0,05 mm között változhat, számuk köbcentiméterenként száztól több ezerig terjed.
A jégfelhők ritkás, finom szerkezetű, világos képződmények, a napfényt alig tompítják. A bennük lévő jégkristályok jóval nagyobbak, mint a vízfelhőben lévő cseppek, számuk köbcentiméterenként mindössze egy.
A vegyes halmazállapotú felhőkben vízcseppek, túlhűlt cseppek, jégkristályok és amorf jég található. A vegyes halmazállapotú felhők mindig sötétek, sűrűek, a cseppek és a kristályok száma a fejlődési fázistól függ.

### Magasság szerinti osztályozás
Magasság tekintetében az alábbi négy csoportra osztják a felhőket (zárójelben a mérsékelt övi átlagos előfordulási magasságuk olvasható):
- Magas szintű felhők (6–13 km)
- Közepes szintű felhők (2–6 km)
- Alacsony szintű felhők (talajfelszín és 2 km között)
- Függőleges felépítésű felhők, amelyeknek alapja 2 km alatti, teteje pedig 10–12 km-en is lehet.

A felhők anyaga és magassága között szoros kapcsolat van.
A magas szintű felhők jégkristályokból állnak, a középszintűek általában jégkristályokból és túlhűlt vízcseppekből, az alacsony szintűek döntően vízcseppekből állnak.
Az éjszakai világító felhők (vagy poláris mezoszférikus felhők) a legnagyobb magasságban megfigyelt felhők, amelyek a mezoszférában helyezkednek el 76 és 85 kilométeres magasságban.

### Alak szerinti osztályozás

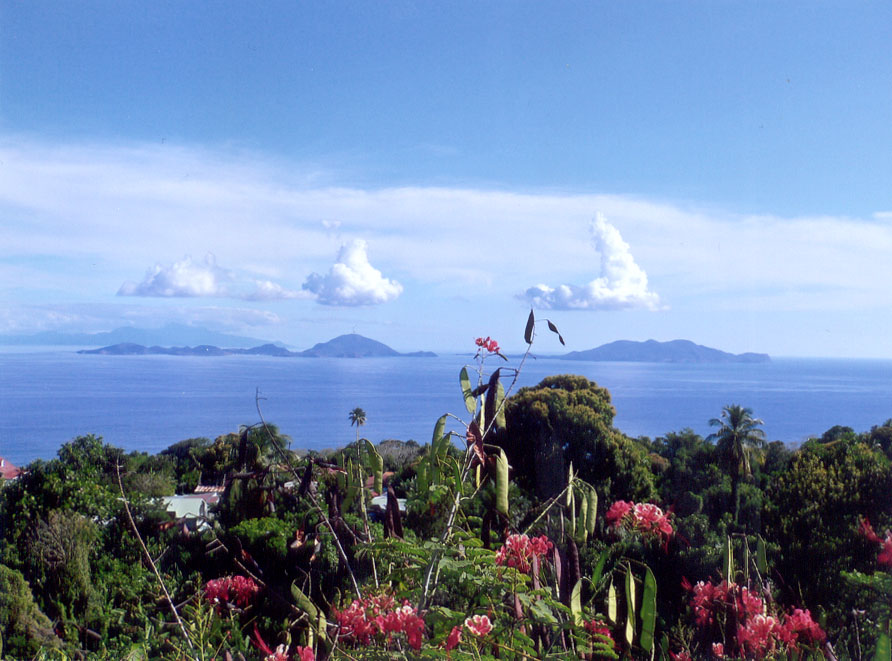
A szárazföld felett felmelegedett levegő feláramlása révén keletkezett felhők

A felhők alakja az őket létrehozó fizikai folyamatoktól függ. A lassú lehűlés rétegfelhőket eredményez, a gyors felszálló mozgás gomolyfelhőket hoz létre. Három fő felhőformát különböztetünk meg:
- a réteges jellegű felhők vízszintes kiterjedése a függőleges kiterjedéshez képest nagy
- a gomolyos jellegű felhők függőleges kiterjedése a vízszinteshez képest nagy
- a vastag rétegek kiterjedése mindkét irányban nagy

## Típusai
A felhők alakjának, anyagának, magasságának együttes figyelembevételével a Meteorológiai Világszervezet elkészítette a felhők összesített rendszerezését. Az egyes felhőfajták képeit a Nemzetközi Felhőatlasz tartalmazza. A felhőosztályozás 10 alaptípusból indul ki. Ezeket a típusokat fajoknak nevezik és a felhőfajok kölcsönösen kizárják egymást, tehát egy adott felhő nem tartozhat egyszerre több fajhoz.

### Elnevezésük
A felhők elnevezését és osztályozását elsőként Luke Howard angol kémikus alkotta meg az 1850-es években. A jelenleg használt kifejezések Abercromby & Hildebrandsson nevéhez fűződnek. Az alosztályok (genus) a Linnean rendszer szerint vannak megalkotva. A neveket a latin nyelvből vették át, miszerint:
- cirrus, jelentése: hajtincs
- stratus, jelentése: réteges
- cumulus, jelentése: domb
- nimbus, jelentése: eső

A "cirr" előtag mindig a magas, az "alto" pedig mindig a közepes szintre utal.